# Pevný dampr

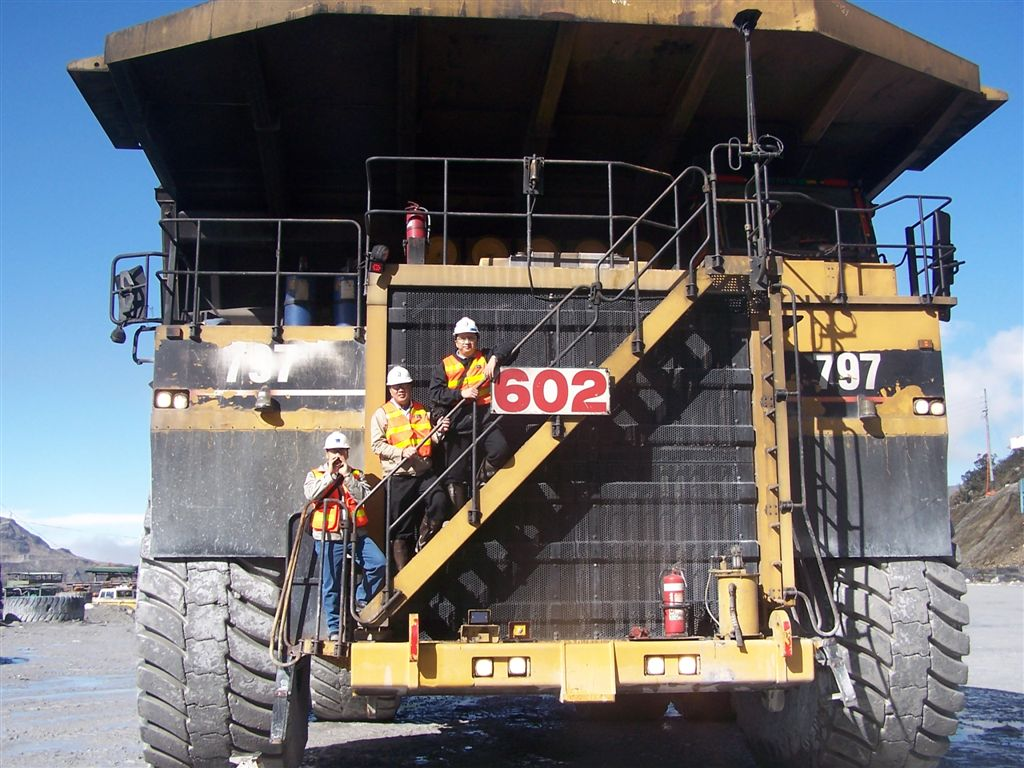
Pevný dampr Caterpillar 797

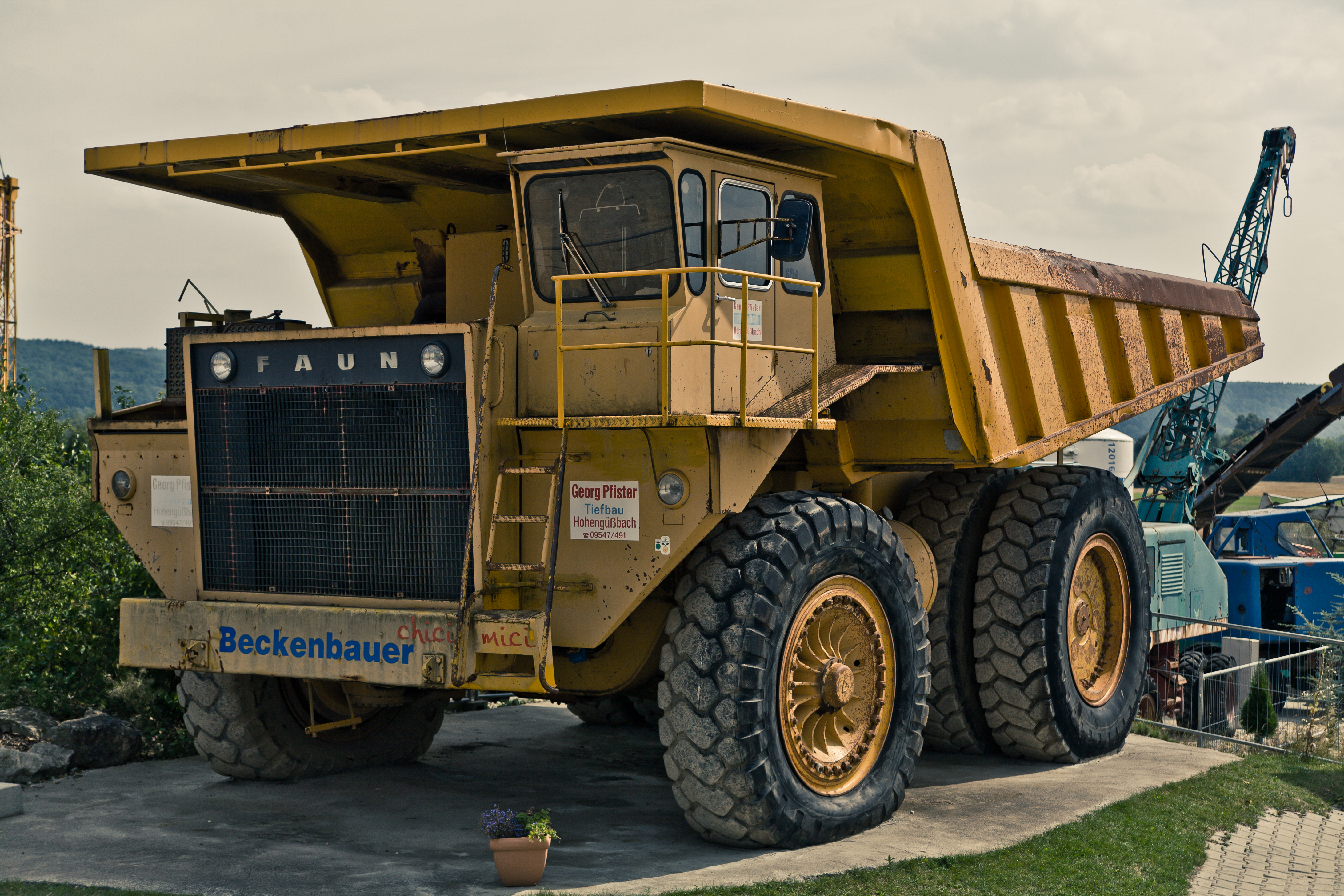
Pevný dampr zn. FAUN

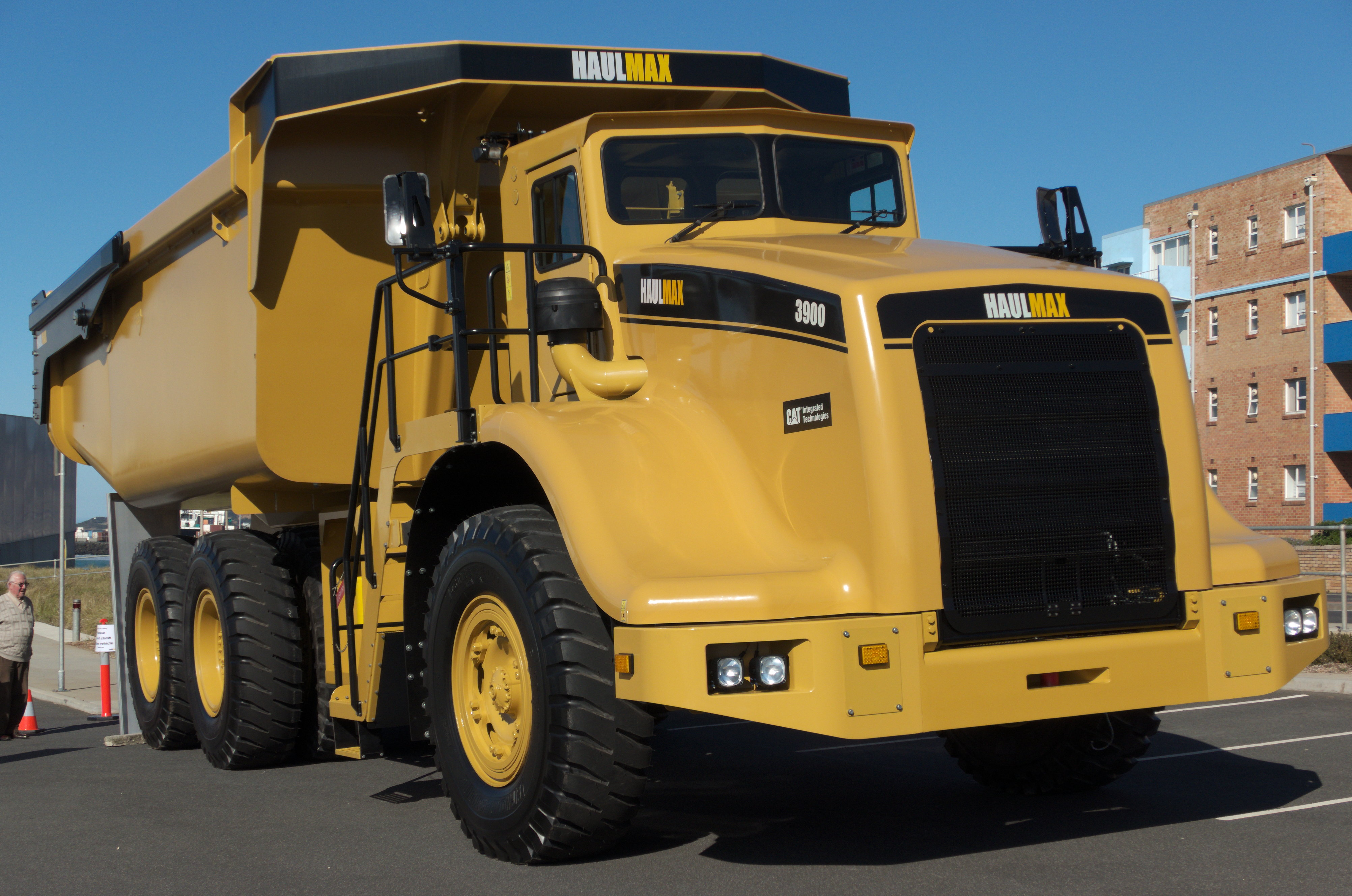
Pevný dampr Haulmax 3900

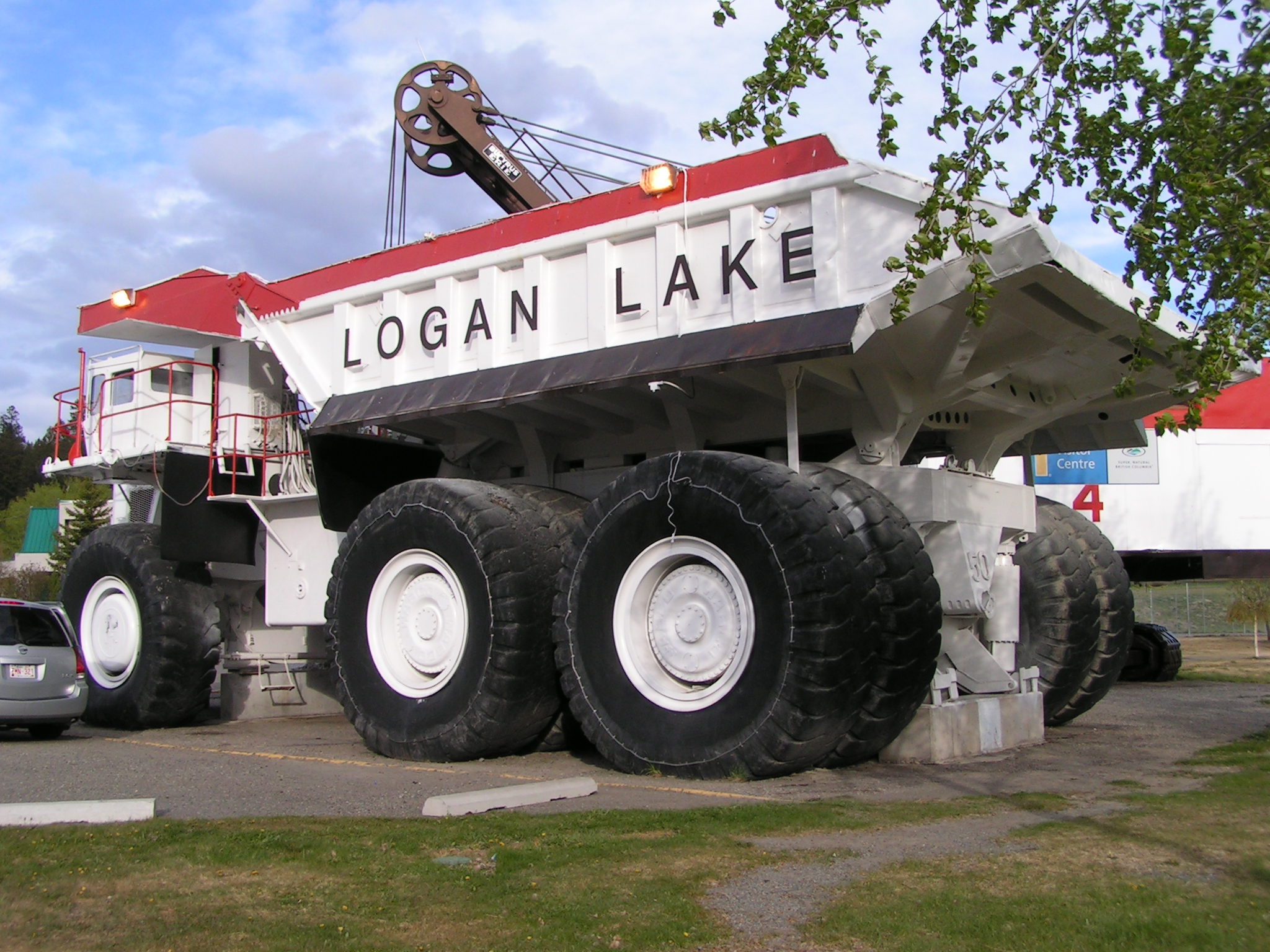
Pevný dampr Wabco Electric 3200B

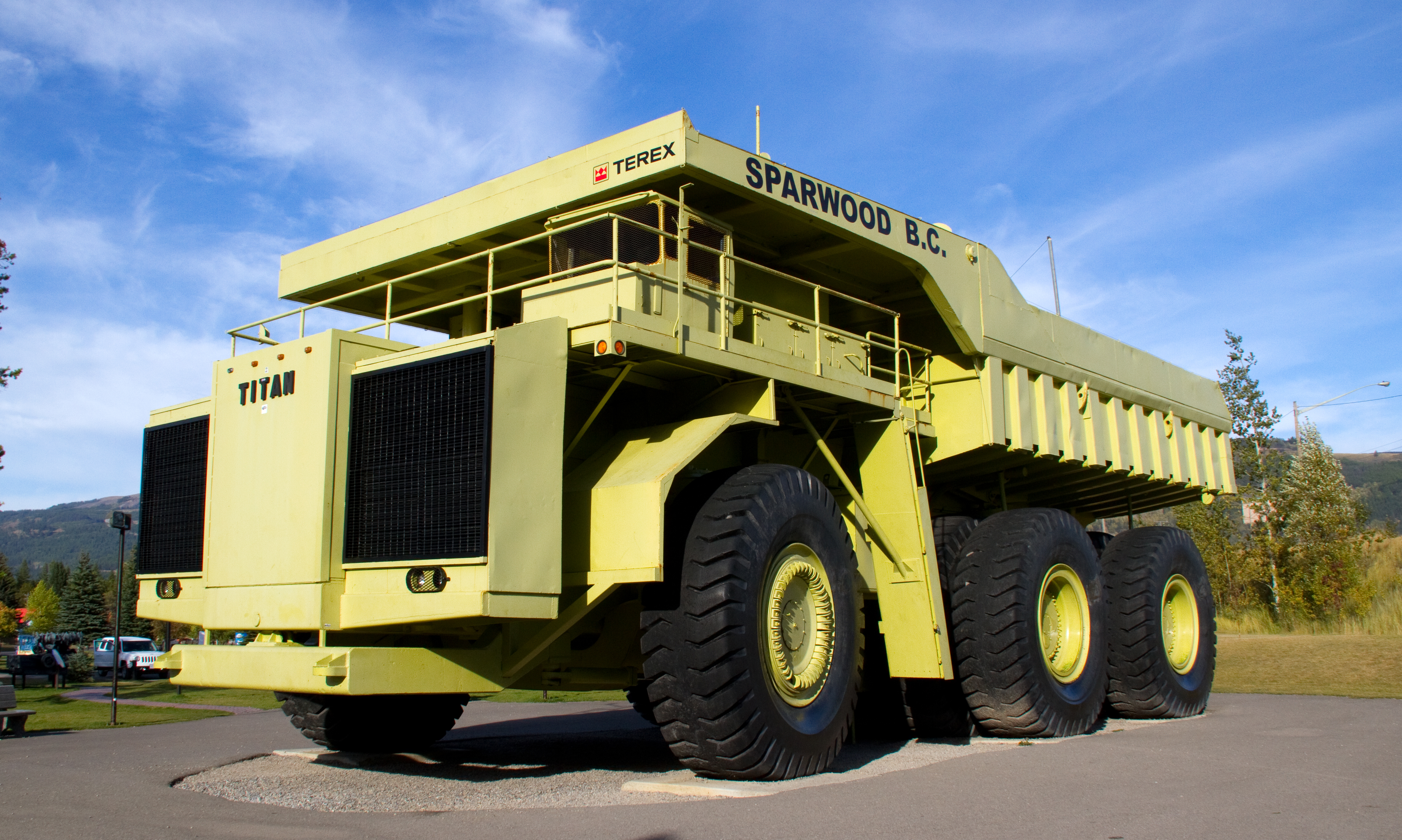
Pevný dampr Terex 33-19 Titan

Pevný dampr nebo také pevný dempr či dampr s pevným rámem (z anglického slova dumper – sklápěč) je velký nákladní automobil konstruovaný pro provoz v povrchových lomech. Není určen pro provoz na veřejných komunikacích (silnicích). Jsou to většinou dvouosé, méně častěji tříosé stroje. Mají krátký rozvor, aby byl poloměr otáčení co nejmenší. K řízení není třeba řidičský průkaz pro nákladní automobily, ale je třeba vlastnit tzv. strojnický průkaz a projít speciálním proškolením.
Nosnost u damprů vyrobených v USA se uvádí v krátkých tunách (short tons), přičemž platí 1 krátká tuna = 0,907 tuny.
Dampry uvezou náklad o hmotnosti v rozmezí od cca 40 do 100 tun, největší pevný dampr na světě BelAZ 75710 uveze až 450 tun nákladu. Cena se pohybuje od 4 milionů USD výše.
Diagnostika damprů sleduje např. údaje o chování motoru, počítá, kolik se odvozilo materiálu, hlásí případné závady, dokáže zvážit náklad (vypočítá se ze stlačení obřích tlumičů naplněných dusíkem a olejem), hlídá teplotu brzd, chladicí kapaliny, měniče převodovky atd.

## Výrobci
- BelAZ
- Bucyrus International[2]
- Caterpillar[4]
- Euclid Trucks
- FAUN
- Hitachi[5]
- Kaelble
- Komatsu[6]
- Lectra Haul
- Liebherr[2]
- DAC
- Terex
- Volvo